# Литвинове (Старобільський район)
Литвино́ве — село в Україні, у Білолуцькій селищній громаді Старобільського району Луганської області. Населення становить 50 осіб.